# Un amor imposible (película de 2018)
Un amor imposible (en francés: Un amour impossible) es una película francesa dramática de 2018 dirigida por Catherine Corsini, basada en la novela homónima de Christine Angot . Protagonizada por Virgine Efira, Niels Schneider, y Jehnny Beth, se centra en las consecuencias desastrosas de un romance de verano entre una joven oficinista y un bohemio rico, quien se niega a reconocer la paternidad de la hija que tienen juntos.

## Sinopsis
Al final de los años 50, en Châteauroux, Rachel, modesta oficinista, conoce a Philippe, brillante joven proveniente de una familia burguesa. De este relación breve pero pasional nacerá una niña, Chantal. Philippe se niega a casarse fuera de su clase social, por lo que Rachel deberá criar a su hija ella sola. Poco importa, porque para ella Chantal es su mayor alegría, y es por ella que lucha por conseguir que, a falta de ser un padre presente, Philippe le de, al menos, a su hija su apellido. Esto desencadena una batalla que durará más de diez años y que quebrará las vidas de Rachel y Chantal.

## Reparto
- Virginie Efira - Rachel Schwartz
- Niels Schneider - Philippe Arnold Laurent
- Jehnny Beth - Chantal (adulta)
- Estelle Lescure - Chantal (adolescente)
- Coralie Russier - Nicole
- Iliana Zabeth - Gaby Schwartz

## Premios y reconocimientos
| Año  | Premio                                     | Categoría                                        | Nominación                            | Resultado |
| ---- | ------------------------------------------ | ------------------------------------------------ | ------------------------------------- | --------- |
| 2019 | Premios César                              | Mejor actriz                                     | Virgine Efira                         | Nominada  |
| 2019 | Premios César                              | Mejor actriz prometedora                         | Jehnny Beth                           | Nominada  |
| 2019 | Premios César                              | Mejor adaptación                                 | Catherine Corsini y Laurette Polmanss | Nominadas |
| 2019 | Premios César                              | Mejor música original                            | Grégoire Hetzel                       | Nominado  |
| 2019 | Festival Internacional de Cine de Róterdam | Premio de la Audiencia                           | Catherine Corsini                     | Nominada  |
| 2019 | Premios Lumières                           | Mejor actriz                                     | Virgine Efira                         | Nominada  |
| 2019 | Premio Alice Guy                           | Mejor película francófona dirigida por una mujer | Un amor imposible                     | Ganadora  |